# Droits de l'homme au Gabon
Le Gabon, également connu sous le nom de République gabonaise, est un État souverain situé en Afrique centrale le long de la côte atlantique. Le Gabon a obtenu son indépendance de la France en 1960. Les droits de l'homme sont des droits inhérents et universels à tous les êtres humains. Les droits de l'homme typiques comprennent la liberté d'expression, la liberté de l'esclavage, la liberté d'une représentation équitable, le droit à un niveau de vie suffisant et l'exclusion du travail des enfants. Ces droits de l'homme et bien d'autres sont inclus dans la Déclaration des droits de l'homme promulguée par les Nations unies dont la République gabonaise est partie. Le Gabon a signé de multiples conventions et lois sur les droits de l'homme au sein de son propre État souverain. Cependant, bien que le Gabon ait ratifié bon nombre de ces conventions, des problèmes de droits de l'homme persistent, tels que la traite des êtres humains, la traite des enfants, le manque de liberté politique et la pauvreté. La liberté politique est un droit humain essentiel dans toutes les sociétés et nations car elle contribue à protéger les systèmes démocratiques. Les gouvernements gabonais ont attiré les critiques de plusieurs organisations non gouvernementales telles que Freedom House et des organes gouvernementaux étrangers, en particulier le Département d'état des États-Unis, pour le manque de transparence de leurs systèmes politiques.

## Aperçu
Selon Freedom House, le statut de liberté du Gabon reste « non libre ». Freedom house, fournit une note de 1 à 7 de différents types de libertés, 1 étant le plus libre et 7 le moins libre. La cote des droits politiques du Gabon est de 7/7, la cote la plus basse possible tandis que sa cote des libertés civiles est de 5/7 conduisant à une cote de liberté de 6/7. Une combinaison de ces scores conduit à un score global de 23/100, 0 étant le dernier degré de liberté .

## Traités internationaux
Le Gabon a signé de multiples conventions telles que le Pacte international relatif aux droits civils et politiques, le Pacte international relatif aux droits économiques, sociaux et culturels, la Convention internationale sur l'élimination de toutes les formes de discrimination raciale, la Convention sur l'élimination de toutes les formes de discrimination à l'égard des femmes, la Convention contre la torture et autres peines ou traitements cruels, inhumains ou dégradants, la Convention relative aux droits de l'enfant, la Convention internationale sur la protection des droits de tous les travailleurs migrants et des membres de leur famille et la Convention relative aux droits des personnes handicapées, toutes qui les lie .

## Liberté politique
Après avoir obtenu son indépendance de la France en 1960, le Gabon est devenu une nation démocratique qui organise des élections politiques. Un système multipartite a également été introduit dans les années 1990 pour encourager la transparence des systèmes politiques. Cependant, il y a eu une corruption politique liée à un modèle de gouvernance essentiel pour les nations démocratiques, la séparation des pouvoirs. Au Gabon, la branche exécutive du gouvernement contrôle la branche judiciaire, permettant l'autocratie du président Ali Bongo Ondimba,,. Cela signifie que le président a pu librement nommer et révoquer les juges, ce qui viole un des droits de l'homme, le droit à un procès public équitable. Le chef de l'opposition Bertrand Zibi Abeghe en 2016 qui a fait campagne contre la présidence de Bongo a été arrêté en août et est resté en prison jusqu'à la fin de 2017. Parmi les autres prisonniers politiques figurent des participants à des manifestations pacifiques et Alain Djally qui était un assistant de Ping, un autre chef de l'opposition. Sous sa présidence, il y a eu de multiples reports de processus électoraux et législatifs. Les élections à l'Assemblée nationale qui devaient avoir été reportées à deux reprises, de décembre 2016 à juillet 2017 à avril 2018. La liberté de réunion est limitée car le gouvernement refuse les autorisations de réunion et arrête souvent des personnes qui manifestent pacifiquement et découragent les manifestations en utilisant des gaz lacrymogènes,. Le Parlement a encore restreint la liberté de réunion en promulguant une loi qui rend les organisateurs responsables des infractions commises lors de manifestations pacifiques. Les autorités ont souvent recours à la force meurtrière contre les opposants politiques et les manifestants,.

## Liberté de la presse
Bien qu'il n'y ait pas de censure des médias, la liberté de la presse est limitée, car les médias qui critiquent le gouvernement font souvent face à des répercussions juridiques. Le Conseil national de la communication du Gabon surveille et accuse souvent les médias, les journalistes et les reporters individuels de diffamation. En 2016, Les Echos du Nord, un journal, a fait face à des répercussions judiciaires sous la forme d'une suspension de 2 mois après avoir critiqué le manque de transparence du processus électoral et son report,. Les Echos du Nord ont de nouveau été suspendus une deuxième fois en raison des critiques sur l'achat d'une voiture de luxe par le vice-président Pierre Claver Maganga Moussaou tandis que le journaliste Juldas Biviga et le dirigeant syndical Marcel Libama ont été arrêtés pour avoir révélé des abus de pouvoir judiciaires au sein du tribunal à travers une interview à la radio. Un blogueur militant sur Internet, Landry Amiang Washington, a été emprisonné pendant un an de 2016 à 2017 à la suite d'accusations similaires.

## Torture et autres peines et traitements cruels et dégradants
Bien que la constitution interdise les pratiques dégradantes et les arrestations et détentions arbitraires sans mandat, les détenus y sont généralement soumis,. À la suite de l'arrestation et de la détention de Juldas Biviga et de Marcel Libama après la conversation radiophonique, tous deux ont été sévèrement battus par des gardes, souffrant de blessures allant de la cheville aux oreilles. Juldas Biviga a dû être hospitalisé par la suite. Le chef de l'opposition, Betrand Zbi Abeghe, a indiqué qu'il avait été sévèrement battu par des agents pénitentiaires avec des matraques, des manches de pioche et des câbles électriques. Les réfugiés sont également souvent soumis à de tels traitements, car les soldats et les policiers les humilient souvent en leur ordonnant de se déshabiller et de commettre des actes indécents en public. Les réfugiés sont également harcelés par les forces de sécurité et extorqués, souvent battus si aucune pièce d'identité valide n'est trouvée sur eux. Les détenus n'ont souvent pas accès à des installations sanitaires de base et à des soins médicaux. Des cas d'exploitation sexuelle contre 20 casques bleus gabonais différents ont été signalés.

## Traite d'êtres humains
La traite des êtres humains porte atteinte à de multiples droits humains car elle conduit à l'exploitation sexuelle, à l'esclavage, au prélèvement d'organes, au travail des enfants et à la servitude domestique, tous présents au Gabon,. Le Gabon a été signalé comme un pays de transit pour le trafic d'êtres humains pour d'autres pays voisins d'Afrique de l'Ouest et du Centre,. La loi sur la protection des victimes de la traite est un critère établi par le Congrès des États-Unis pour évaluer le niveau d'engagement des gouvernements à résoudre le problème de l'esclavage moderne. Le gouvernement gabonais s'est vu attribuer le niveau le plus bas, le niveau 3 par le Département d'État des États-Unis, bien qu'il soit auparavant au niveau 2. Cela est dû au fait que le Gabon fait l'objet d'un examen pour ne pas avoir fait le minimum d'efforts pour respecter la norme de la loi sur la protection des victimes de la traite. Certaines mesures législatives ont été insuffisantes car elles n'ont pas directement criminalisé toutes les formes de traite des êtres humains. Le gouvernement gabonais n'a pas non plus adopté un amendement introduit en 2013 à la loi 09/04 qui criminalise directement le trafic sexuel d'adultes. Au cours des années précédentes, le gouvernement gabonais a mené des programmes de sensibilisation à la traite des êtres humains, en particulier en ce qui concerne les questions relatives aux adultes, mais il n'a pas fait d'effort pour le faire en 2018. Depuis 2011-2016, aucun trafiquant d'êtres humains n'a été poursuivi par les tribunaux par l'intermédiaire des forces de l'ordre. Les victimes ont la possibilité d'engager des poursuites civiles contre leurs trafiquants, mais il n'y a eu aucun cas connu de ce genre. Il a également été signalé que des juges recevaient des pots-de-vin de la part de trafiquants pour rejeter ou retarder constamment des affaires de traite et d'exploitation. Un diplomate gabonais au Royaume-Uni en 2016 aurait exploité un travailleur en servitude domestique. Il n'y a pas d'organisations non gouvernementales financées par le gouvernement qui fournissent des services sociaux aux victimes adultes et il y a eu un manque de coopération avec les forces de l'ordre étrangères sur les affaires de traite transnationale et internationale.

## Traite des enfants
La traite des enfants au Gabon contemporain consiste principalement en du travail forcé, bien qu'il existe encore des cas d'enfants soldats et d'exploitation sexuelle à des fins commerciales. Environ 19,6% de la population active est issue du travail forcé des enfants. Le gouvernement gabonais a répondu à ces problèmes par des réponses législatives telles que la signature du droit international, les Conventions relatives aux droits de l'enfant en 1990, puis sa ratification en 1994. Il y a eu une diminution de l'engagement à l'égard de la question des affaires liées à la traite des enfants. Bien que le gouvernement ait élaboré un plan quinquennal axé sur la question de la traite des enfants, il ne l'a pas validé. Il y a également eu un manque de financement pour le comité de la traite des enfants, ce qui a conduit à un manque de capacité à enquêter sur des questions connexes. Les sanctions liées au travail des enfants sont inférieures aux normes internationales. Ces sanctions comprennent une amende maximale de 20 millions de francs centrafricains, soit environ 35 220 dollars américains, et une peine d'emprisonnement maximale de 6 mois. L'interdiction de la traite des enfants est également inférieure aux normes internationales car les problèmes liés à l'exploitation sexuelle des enfants à des fins commerciales ne sont pas totalement interdits. Le matériel pornographique relatif aux enfants, qui comprend leur acquisition ainsi que leur production, n'est pas non plus complètement criminalisé par la loi. Cependant, le gouvernement a redoublé d'efforts pour protéger les enfants victimes. Au total, 65 enfants victimes ont été identifiés en 2018 contre 15 en 2016,. Les victimes ont reçu des soins médicaux, juridiques et psychologiques dans des centres d'accueil fournis par des organisations non gouvernementales financées par le Gouvernement. Cependant, malgré ces efforts accrus, le financement du gouvernement envers ces organisations non gouvernementales en 2017 a diminué, ce qui a entraîné une insuffisance d'espaces d'hébergement pour les victimes et une baisse de la qualité des services sociaux,.

## Pauvreté
Le Gabon a signé le Pacte international relatif aux droits économiques, sociaux et culturels le 16 décembre 1966, l'a ratifié le 3 janvier 1976. Le Gabon a un indice Indice de développement humain (IDH) inférieur à la moyenne de 0,702 en 2017, classant le Gabon 110 sur 186 nations. Le Gabon a également un coefficient d'inégalité de Gini moyen de 42,2. Le PIB par habitant du Gabon est 4 fois supérieur à celui de la plupart des pays africains à 7 413,8 USD, malgré cela, 15,2 % de l'emploi total sont payés moins de 3,10 USD par jour, ce qui est inférieur au taux de travailleurs pauvres. Cela est dû aux niveaux élevés d'inégalité qui se reflètent dans le coefficient de Gini et sa dépendance à l'exportation de pétrole qui représente 80 % de leurs exportations mais seulement 5 % de leur emploi. Le taux de pauvreté était de 32,7 % en 2005 et est passé à 33,4 % en 2017 alors que 13,2 % de la population vit encore dans une extrême pauvreté,. Le taux de chômage global au Gabon est de % alors que le chômage des jeunes est particulièrement touché à 35,7 %,.20

## Soins de santé
Le Gabon a également un niveau élevé de taux de mortalité infantile due à la malnutrition chez les moins de 5 ans de 17 %. Le gouvernement gabonais a répondu à ce problème en ratifiant le Code international de commercialisation des substituts du lait maternel, afin de promouvoir l'allaitement maternel par rapport aux autres formes d'alimentation du nourrisson. Cela se fait principalement par le biais de la réglementation des pratiques de commercialisation et des informations fournies qui incitent les mères à allaiter. Cependant, l'assurance maladie sociale connue sous le nom de Caisse Nationale d'Assurance Maladie et de Garantie Sociale (CNAMGS) introduite par le gouvernement a bénéficié à tous les groupes socio-économiques. Le système universel de soins de santé a signifié un remboursement des soins médicaux de 80 à 90 % tandis que la santé maternelle est entièrement couverte. Cela s'est traduit par une diminution de l'infection par le VIH de 50 %, tandis que les décès liés au sida ont diminué de 32 % depuis 2010, date à laquelle la CNAMGS a été introduite. Le paludisme est également un problème de santé constant au Gabon, avec 206,2 personnes sur 1 000; cela est dû au fait que moins de 50 % de la population peut accéder aux moustiquaires insecticides de longue durée et aux pulvérisations résiduelles intérieures (en), qui empêchent la propagation du paludisme. Cela est dû au fait que le Gabon n'est pas éligible au soutien du Fonds mondial en raison du manque de financement international qui fournit les moustiquaires insecticides de longue durée et les pulvérisations résiduelles intérieures.